# أيزو 3166-2:AW

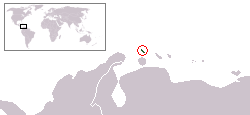

أيزو 31166-2:AW هو الجزء المخصص لدولة أروبا في أيزو 3166-2، وهو جزء من معيار أيزو 3166 الذي نشرته المنظمة الدولية للتوحيد القياسي (أيزو)، والذي يُعرف رموز لأسماء التقسيمات الرئيسية (مثل الأقاليم، الجهات، المقاطعات أو الولايات) من جميع البلدان في ترميز أيزو 3166-1.
حاليا لم يتم تحديد رموز ISO 3166-2 لأروبا، حيث لا يوجد فيها تقسيمات محددة.
أروبا، هي دولة تأسيسية في مملكة الأراضي المنخفضة، وتم تعيين رمز أيزو 3166-1 حرفي-2 AW لها. وتم تعيين ذلك تحت رمز هولندا كالتالي NL-AW.

## وصلات خارجية
- المنظمة الدولية للتوحيد القياسي أيزو 3166-2:AW